# Rosário Congro
Rosário Congro (Sorocaba, 11 de setembro de 1884 – Três Lagoas, 11 de outubro de 1963) foi advogado, escritor, jornalista, empresário e político brasileiro e por duas vezes prefeito da cidade de Três Lagoas.
Foi filho de Graciano Congro e de Carmela Verlangiere Congro. Na juventude, foi caixeiro-viajante. Chegou ao sul de Mato Grosso em 1907 levado por sua ocupação, fixando-se primeiramente em Corumbá. Contraiu núpcias em 1910 com Judith Varejão Congro, e teve os seguintes filhos: Jurema Congro Cruz, Flávio Varejão Congro, Eduardo Congro, Judith Congro Vanderley, Stênio Congro e Hélio Congro. Na "Cidade Branca", foi vereador e chefe político de envergadura.
Em 1918, iniciou carreira definitiva na política estadual. Foi deputado estadual por várias legislaturas. No mesmo ano de 1918, foi nomeado intendente geral de Campo Grande. Mudou-se para Três Lagoas em 1921, onde inicialmente trabalhou como inspetor da Feira de Gado.
Mais tarde, habilitou-se advogado, profissão que abraçou com entusiasmo e na qual deu mostras de competência e interesse.
Por decreto de lei do Governo Estadual n° 39 de 10 de julho do ano de 1941, foi nomeado prefeito de Três Lagoas. Tomou posse do cargo a 25 de julho do mesmo ano.
Em outubro de 1945, com o fim do Estado Novo, Rosário Congro foi afastado da prefeitura treslagoense e substituído por Júlio Mário Abbot de Castro Pinto, que administrou o município provisoriamente.
Nas eleições logo depois levadas a efeito, através do voto livre, foi o nome de Rosário Congro sufragado nas urnas, voltando às suas mãos a prefeitura treslagoense. Entretanto, pouco tempo esteve Rosário Congro à testa da administração municipal, uma vez que tão logo assumira, transmitiu a responsabilidade do cargo à pessoa de Marcolino Carlos de Sousa, que a desempenhou de 1947 a 1951.
Escreveu obras literárias que lhe conduziram a uma cadeira na Academia Mato-grossense de Letras. Foi aceito na Associação de Imprensa Mato-Grossense pelo denodo com que fez jornalismo, fazendo-se um autor disputado pela sensibilidade de seus artigos. Tornou-se patrono da cadeira de número 16 da Academia Sul-Matogrossense de Letras.
Rosário Congro exerceu outros altos cargos da administração pública de Mato Grosso, tendo sido diretor da Repartição de Terra de Mato Grosso, com sede em Campo Grande, secretário da Agricultura e ministro do Tribunal de Contas, onde veio a se aposentar.
Faleceu em Três Lagoas, a 11 de outubro de 1963.
Seu sepultamento deu-se no dia seguinte com invulgar acompanhamento, tendo sido ouvidos vários discursos na necrópole, entre os quais os proferidos pelos representantes da Academia Matogrossense de Letras, da Câmara Municipal de Três Lagoas e do Lions Club. Também discursou o juiz de Direito e deputado Francisco Leal de Queirós pela Assembleia Legislativa, além de uma jovem representante da sociedade treslagoense.

## Obras
- "O Município de Campo Grande - Estado de Matto Grosso" (1919)
- "Inaiá" (1940)
- "Torre de Marfim" (1948)
- "Sombras do Ocaso" (1953)
- "Antes de Raposo Tavares" (1954)
- "Colunas Partidas" (1955)
- "Outras Ruínas" (1957)
- "Últimos Caminhos" (1963)
- "Poesias - Coletânea" e "Prosa - Coletânea" (1984), obras póstumas